# Thomas Debelle
Pour les articles homonymes, voir Debelle.
Thomas Debelle est un scénariste et un journaliste critique de cinéma, spécialisé dans le fantastique, la télévision, les comics américains et la création numérique. Outre ses collaborations avec les magazines L'Écran fantastique, Computer Arts ou Film(s) et SériesTV Magazine dont il est le rédacteur en chef, il rédige son premier roman, Mémoire Morte, et développe plusieurs séries télévisées originales. Il est l'auteur d'un site spécialisé proposant des dossiers thématiques sur la culture fantastique, le cinéma de genre et la science-fiction baptisé Plan 9, clin d'œil au film d'Edward Davis Wood Junior, Plan 9 from Outer Space. Un second site complémentaire a vu le jour revenant sur des icônes de la communication ou du design. En 2018, il ferme ces deux sites pour relancer une nouvelle plate-forme, Plan 9, qui rassemble à la fois des dossiers thématiques sur le cinéma de genre, la culture geek, le design et tout ce qui touche à la culture populaire.  

## Presse
Il collabore, entre autres, aux magazines :
- SériesTV Magazine
- Film(s)
- Breeks
- Geeks
- Chasseurs de Monstres

Il a aussi collaboré à divers magazines dont :
- Toxic
- Game Geek
- Gen4 - Jeux Vidéo
- Dragon rouge
- L'Écran fantastique
- Hit Phone
- Poster Book
- Gold
- Heroes - Webzine spécialisé dans les comics américains
- PlayZone - Jeux Vidéo
- CD Consoles - Jeux Vidéo
- Computer Arts - Création Numérique
- CrazyNet - Actualité du Net
- PC Fun - Jeux Vidéo
- Total Jeux PC - Jeux Vidéo
- Dossier Secret - Magazine Thématique Cinéma
- Série Créative - Création Numérique
- Kids Fun - Magazine Enfant
- Ère Numérique
- JDLI
- Clubic Mag

## Radio
Il a animé durant 7 ans (1994-2001) une émission hebdomadaire baptisée Le Burton's Club exclusivement consacrée au fantastique, au cinéma de genre, à l'horreur et à la science-fiction. En outre la dernière émission de chaque saison, généralement diffusée au mois de juin, donnait lieu à un programme spécial : La Nuit de l'Horreur. Celui-ci débutait dès la tombée du jour et durait jusqu'à l'aube, soit une émission en direct qui durait plus de 8 heures ! Elle était l'occasion de revoir les grands thèmes abordés durant l'année, mais aussi de diffuser de véritables pièces de collection sonores à l'image des disques contenant l'histoire de la trilogie Star Wars racontée par Dominique Paturel par exemple. 

## Télévision
- En 2010, il termine l'écriture du série télévisée en collaboration avec Eric Michaud, auteur réalisateur de nombreux documentaires pour de nombreuses chaînes (France 5, France 3 France 2, M6, KTO, Motors Tv, Radio Canada, France O, Tv5, etc.). Baptisée NUTRICITY, elle est conçue autour d'épisodes de 42 minutes et plusieurs saisons. Elle est actuellement proposée à diverses productions dans l'espoir qu'elle puisse voir le jour prochainement sur une chaîne française ou étrangère. Il s'agit d'une série dramatique.
- En 2011, il entame la rédaction de Karloff-Astoria, un nouveau projet de série dans un format court, chaque épisode étant conçu pour tenir sur une durée de 3 minutes. Fin 2017, le projet trouve un nouveau souffle et c'est désormais sous la forme d'une BD que Karloff-Astoria devrait voir le jour.

## Livres et Publications
- Il est l'auteur de l'ouvrage faisant office de bonus dans l'édition collector du DVD du film Eragon. Il s'agit d'un long guide présentant en détail l'univers d'Eragon, le tout dans une luxueuse édition avec une couverture en imitation cuir. Eragon : le Guide du Dragonnier est paru en 2007.
- Fin 2010, il termine son premier roman : Mémoire Morte. Il s'agit d'un roman de science-fiction, plus précisément attaché au genre Cyberpunk, et qui devrait être le point de départ d'une série baptisée : Chroniques Ordinaires des Nutricity. Plusieurs nouvelles s'inscrivant dans le même cycle sont écrites et devraient faire l'objet d'une publication prochaine (Souffleur de Silence, Nuits d'orage).
- Il travaille à la rédaction de livres pour enfants prévus pour 2023.
- Il a signé la traduction française de plusieurs comics (Thor, Captain America, Danger Girl, Lovecraft...) pour divers éditeurs français.
- Il est l'auteur de plusieurs scénarios pour le jeu de rôle Dungeons & Dragons publiés dans le magazine spécialisé, Dragon rouge